# Pangolí de l'Índia
El pangolí de l'Índia (Manis crassicaudata) és una espècie de pangolí que habita gran part de l'Índia i a Sri Lanka. Les seves escates poden servir per defensar-se fins i tot de l'atac d'un tigre.